# زائده منقاری زند زیرین
زائده منقاری زند زیرین (انگلیسی: Coronoid process of the ulna) یک برجستگی سه‌گوش است که از قسمت قدامی پروکسیمال استخوان زند زیرین (اولنا) خارج می‌گردد.
قاعده این زائده استخوانی در امتداد تنه زند زیرین است و از این‌رو دارای قدرت قابل ملاحظه‌ای است. رأس ان نسبتاً تیز و به طرف بالا خم شده است و وقتی که آرنج فلکس می‌گردد در داخل حفره‌ای به نام حفره منقاری (کورونوئید) که در دیستال استخوان بازو (هومروس) قرار دارد، جای می‌گیرد. سطح فوقانی آن صاف و محدب است و بخشی از بریدگی نیمه‌هلالی را تشکیل می‌دهد. سطح قدامی تحتانی آن مقعر است و پیوندگاه ماهیچه بازویی (براکیالیس) است. سطح خارجی آن باریک بوده و تشکیل‌دهنده بریدگی زند زبرین به صورت یک فرورفتگی مفصلی است که سر زند زبرین (رادیوس) در آن جای می‌گیرد. سطح داخلی آن دارای یک لبه آزاد بوده و محل اتصال رباط جانبی زند زیرین است و قسمت جلوی این سطح نیز محل اتصال یکی از سرهای فلکسور سطحی انگشتان است.